# Airalo
Airalo es un marketplace de eSIMs. Proporciona a los viajeros eSIMs para más de 200 países y regiones en todo el mundo, dándoles acceso a Internet instantáneo en el extranjero. Al 10 de julio de 2025, la aplicación de Airalo tiene más de 20 millones de usuarios y está disponible en la App Store y en Google Play Store en 53 idiomas.

## Historia
Airalo es una startup estadounidense fundada en 2019 por Abraham Burak y Bahadir Ozdemir. Su objetivo es dar a los viajeros acceso a conectividad instantánea, accesible y global a través de la tecnología eSIM.
Burak y Ozdemir son emprendedores, nómadas digitales que experimentaron de primera mano las limitaciones de la conectividad en los viajes. La tecnología eSIM presentó una oportunidad para ofrecer una alternativa más accesible a los viajeros.
En 2019, Airalo consiguió 1,9 millones de dólares en financiación para la semilla de Antler y el fondo semilla Surge de Sequoia Capital, India. En 2021 consiguió 5 millones de dólares en financiación de serie A. Y en 2023, 60 millones de dólares en una ronda de financiación de serie B. e& Capital, la rama de capital riesgo de e& (más conocida como la operadora emiratí Etisalat), lideró la ronda con la participación del "generador" de startups Antler Elevate, Liberty Global, Rakuten Capital, Singtel Innov8, Surge (el fondo de fase inicial dirigido por Peak XV, antes conocido como Sequoia Capital India y SEA), Orange, T Capital (la rama de capital riesgo de Deutsche Telecom), KPN Ventures, Telefónica Ventures e I2BF Global Ventures.
En julio de 2025, Airalo anunció la exitosa finalización de una ronda de financiación de serie C, en la que recaudó 200 millones de dólares. La operación fue liderada por CVC Capital Partners, con la participación de los inversores existentes Peak XV y Antler Elevate.